# 正森成二
正森 成二（まさもり せいじ、1927年1月19日 - 2006年10月18日）は、日本の政治家、弁護士（自由法曹団）。

## 来歴・人物
兵庫県出身。旧神戸一中・旧静岡高校を経て、東京大学法学部卒。弁護士時代には大教組の勤評闘争事件の主任弁護士などを担当した。1972年、第33回衆議院議員総選挙で旧大阪1区から初当選。元々は反党活動で除名された志賀義雄の地盤ということもあり、その影響の払拭に尽力した。以後当選連続9回。
この間、国会では衆院大蔵委員会や法務委員会、予算委員会に所属し、大蔵、法務、決算行政監視、沖縄北方特別の各委員会の理事、宗教法人に関する特別委員会委員、裁判官弾劾裁判所裁判員を務めた。
1997年10月30日、衆議院の院議により、議員在職25年を表彰された。同年11月6日、健康上の理由で議員辞職して政界引退。引退後は日本共産党の名誉役員となった。
2006年10月18日午前9時40分、多臓器不全のため大阪市の病院で死去。享年79歳。

## 浜田幸一による「宮本顕治のリンチ疑惑」発言
1988年（昭和63年）の予算委員会で、委員長浜田幸一の過去の発言を引用して、「過激派泳がせ政策」の存在について正森が追及していたところ、浜田がその発言を認めたうえで「我が党は旧来より、終戦直後より、殺人者である宮本顕治君を国政の中に参加せしめるような状況をつくり出したときから、日本共産党に対しては最大の懸念を持ち、最大の闘争理念を持ってまいりました」などと主張した。浜田からの言質は得られたものの逆に共産党への挑発を受けた正森は、過激派の話題を切り上げて他の質問に移った。
しかしその後、円ドル為替問題の質疑中の正森を浜田が唐突に遮り、「昭和8年12月24日、宮本顕治ほか数名により、当時の財政部長小畑達夫を股間に……」「針金で絞め、リンチで殺した。このことだけは的確に申し上げておきますからね。いいですね。」「私が言っているのは、ミヤザワケンジ君が人を殺したと言っただけじゃないですか。」等と発言し出し、委員会は大荒れとなった。この結果1ヶ月間委員会審議が空転し、浜田は辞任した。

## 選挙歴
| 当落 | 選挙                   | 執行日         | 年齢 | 選挙区    | 政党       | 得票数    | 得票率 | 定数 | 得票順位 /候補者数 | 政党内比例順位 /政党当選者数 |
| ---- | ---------------------- | -------------- | ---- | --------- | ---------- | --------- | ------ | ---- | ------------------ | ---------------------------- |
| 当   | 第33回衆議院議員総選挙 | 1972年12月10日 | 45   | 旧大阪1区 | 日本共産党 | 6万7263票 | 21.8%  | 3    | 2/6                | /                            |
| 当   | 第34回衆議院議員総選挙 | 1976年12月05日 | 49   | 旧大阪1区 | 日本共産党 | 6万7851票 | 21.7%  | 3    | 3/6                | /                            |
| 当   | 第35回衆議院議員総選挙 | 1979年10月07日 | 52   | 旧大阪1区 | 日本共産党 | 7万6635票 | 26.8%  | 3    | 2/7                | /                            |
| 当   | 第36回衆議院議員総選挙 | 1980年06月22日 | 53   | 旧大阪1区 | 日本共産党 | 7万6850票 | 24.2%  | 3    | 2/6                | /                            |
| 当   | 第37回衆議院議員総選挙 | 1983年12月18日 | 56   | 旧大阪1区 | 日本共産党 | 7万1032票 | 25.7%  | 3    | 2/4                | /                            |
| 当   | 第38回衆議院議員総選挙 | 1986年07月06日 | 59   | 旧大阪1区 | 日本共産党 | 7万7751票 | 24.2%  | 3    | 2/6                | /                            |
| 当   | 第39回衆議院議員総選挙 | 1990年02月18日 | 63   | 旧大阪1区 | 日本共産党 | 6万6642票 | 20.4%  | 3    | 3/6                | /                            |
| 当   | 第40回衆議院議員総選挙 | 1993年07月18日 | 66   | 旧大阪1区 | 日本共産党 | 7万7082票 | 24.6%  | 3    | 2/5                | /                            |
| 当   | 第41回衆議院議員総選挙 | 1996年10月20日 | 69   | 比例中国  | 日本共産党 |           |        | 13   | /                  | 1/1                          |

## 政策
- 選択的夫婦別姓制度導入に賛同[4]。

## 家族
- 正森克也　子息。佛教大学講師、社会福祉法人理事。2011年4月、大阪府吹田市長選挙に共産党推薦で立候補し落選[5]。

## 著書
- 『大きなひとみで』
- 『道ひとすじに』
- 『質問する人、逃げる人』

その他